# Emil Erlich
Pour les articles homonymes, voir Erlich.
Emil Erlich ou Emil Erlih est un ancien arbitre yougoslave (slovène) de football des années 1950 et 1960.

## Carrière
Il a officié dans des compétitions majeures : 
- Coupe de Yougoslavie de football 1957-1958 (finale)
- JO 1960 (2 matchs)